# Гакон, Клод
Клод Гакон (Claude Gacond; 20 августа 1931, Невшатель — 17 ноября 2024) — швейцарский эсперантист (с 1952) и педагог; почётный член Всемирной эсперанто-ассоциации (UEA), а также — почетный член Международной лиги преподавателей эсперанто (ILEI). Работал диктором на швейцарском радио.

## Биография
Клод Гакон родился 20 августа 1931 года в швейцарском городе Невшатель; он стал эсперантистом в 1952 году. С 1954 по 1969 год он являлся педагогом в швейцарской коммуне La Sagne округа La Chaux-de-Fonds (кантон Невшатель). В этот период он подготовил диссертацию о методах изучения эсперанто.
С 1953 по 1954 год Гакон являлся первым секретарём молодёжной эсперанто-ассоциации в Швейцарии (Esperanto-Junularo de Svislando, EJS/SEJ) и швейцарской секции Международной лиги преподавателей эсперанто (ILEI). Кроме того, он входил в комитет Швейцарского общества эсперанто (Svisa Esperanto-Societo). С 1955 года, в течение более чем 20 лет, он организовывал в Адельбодене курсы выходного дня.
С 1974 года Клод Гакон преподавал в Ла-Шо-де-Фоне. В этот период он в течение пяти лет работал в Центре документации и исследования международного языка (Centro de Dokumentado kaj Esploro pri la Lingvo Internacia, CDELI). Кроме того, до 1991 года Гакон участвовал в работе Культурного центра эсперанто (Kultura Centro Esperantista, KCE).
В течение нескольких лет Гакон состоял членом парламента кантона. С 1962 по 1992 год он — вместе со своей женой Андре (Andrée) — был диктором на эсперанто в эфире Швейцарского объединения радиовещания (SRG SSR). С выходом на пенсию в 1994 году, Клод подготовил библиографию по эсперанто и специальные литературные коллекции с рекомендациями для учителей и студентов, изучающих данный язык.
Умер 17 ноября 2024 года в возрасте 93 лет.